# André Kertész
André Kertész (franceză: [kɛʁtɛs]; n. 2 iulie 1894, Budapesta, Austro-Ungaria – d. 28 septembrie 1985, New York City, New York, SUA), născut Kertész Andor, a fost un fotograf de origine maghiară, cunoscut pentru contribuțiile sale inovatoare la compoziția fotografică și eseul foto.
În primii ani ai carierei sale, unghiurile camerei și stilul, atunci-neortodoxe au împiedicat activitatea sa să obțină o recunoaștere mai largă. Kertész nu a simțit că a câștigat recunoașterea la nivel mondial pe care ar fi meritat-o. Astăzi, el este considerat una dintre figurile marcante ale fotojurnalismului.
Așteptat de familia sa pentru a lucra ca broker, Kertész urmărit fotografiile independent ca un autodidact, iar munca sa timpurie a fost publicată în primul rând în reviste, o piață importantă în acei ani. Acest lucru a continuat până mult mai târziu în viața lui, când Kertész încetat acceptarea comisioane. El a servit pentru scurt timp în Primul Război Mondial și s-a mutat la Paris în 1925, pe atunci capitala artistică a lumii, împotriva voinței familiei sale. La Paris, a lucrat în Franța primul ilustrat revista numita UV. Implicat cu mulți artiști tineri imigranți și mișcarea Dada, el a avut un succes critic și comercial.
Din cauza persecuțiilor germane împotriva evreilor și amenințarea de-al Doilea Război Mondial, Kertész a decis să emigreze în Statele Unite în 1936, unde a trebuit să reconstruiască reputația sa prin muncă comandat. În anii 1940 și 1950, el a oprit de lucru pentru reviste și a început să se realizeze o mai mare succes internațional. Cariera sa este în general împărțit în patru perioade, pe baza unde lucra și munca sa a fost cel mai proeminent cunoscut. Ele sunt numite perioada maghiară, perioada franceză, perioada americană și, spre sfârșitul vieții sale, perioada internațională.